# Dmosin (gemeente)
De gemeente Dmosin is een landgemeente in het Poolse woiwodschap Łódź, in powiat Brzeziński.
De zetel van de gemeente is in Dmosin.
Op 30 juni 2004 telde de gemeente 4725 inwoners.

## Oppervlakte gegevens
In 2002 bedroeg de totale oppervlakte van gemeente Dmosin 100,53 km², waarvan:
- agrarisch gebied: 88%
- bossen: 7%

De gemeente beslaat 28,04% van de totale oppervlakte van de powiat.

## Demografie
Stand op 30 juni 2004:
| Omschrijving                   | Totaal | Totaal | Vrouwen | Vrouwen | Mannen | Mannen |
| ------------------------------ | ------ | ------ | ------- | ------- | ------ | ------ |
| eenheid                        | aantal | %      | aantal  | %       | aantal | %      |
| inwoners                       | 4725   | 100    | 2409    | 51      | 2316   | 49     |
| bevolkingsdichtheid (inw./km²) | 47     | 47     | 24      | 24      | 23     | 23     |

In 2002 bedroeg het gemiddelde inkomen per inwoner 1379,35 zł.

## Administratieve plaatsen (sołectwo)
Borki, Dmosin, Dmosin Drugi, Dmosin Pierwszy, Grodzisk, Kałęczew, Kamień, Kołacin, Kołacinek, Koziołki, Kraszew, Kraszew Wielki, Kuźmy, Lubowidza, Nadolna, Nadolna-Kolonia, Nagawki, Nowostawy Dolne, Osiny, Szczecin, Teresin, Wiesiołów, Wola Cyrusowa, Wola Cyrusowa-Kolonia, Ząbki.
Zonder de status sołectwo : Dąbrowa Mszadelska, Janów, Michałów, Osiny-Zarębów, Rozdzielna, Zawady.

## Aangrenzende gemeenten
Brzeziny, Głowno, Lipce Reymontowskie, Łyszkowice, Rogów, Stryków